# Felice Pizzi
Felice Pizzi (fl. XX secolo) è stato un calciatore italiano, di ruolo attaccante.

## Biografia
Era conosciuto come Pizzi II.

## Carriera
Ha disputato con la US Milanese tre stagioni in Prima Categoria, la massima serie dell'epoca, dal 1911 al 1914.
È poi passato al Brescia dove ha disputato la stagione 1914-1915 con le rondinelle, l'ultima prima del conflitto mondiale, esordendo il 4 ottobre 1914 nella partita Brescia-Modena (3-1).
Ha realizzato l'unica sua rete con il Brescia il 15 novembre 1914 nella partita Brescia-Cremonese (2-0).